# Erasístrat de Sició
Erasístrat de Sició (en llatí Erasistratus, en grec antic Ἐρασίστρατος) va ser un metge grec probablement del segle I o II aC mencionat per Asclepíades Farmació (Asclepiades Pharmacion) i també per Galè.